# Paul Scheffer (VVD)
P.H.M. (Paul) Scheffer (15 mei 1948) is een Nederlands politicus van de VVD.
Voor hij de politiek in ging was Scheffer lange tijd werkzaam bij de KLM waar hij onder andere werkte als projectmanager buitenlandse projecten. Hij is twaalf jaar gemeenteraadslid geweest en deels tegelijkertijd wethouder; eerst van 1998 tot 2002 in Zoetermeer en daarna van 2004 tot 2006 in Vlaardingen. In die tussenliggende periode had hij zijn eigen advies- en bemiddelingsbureau.
Na de gemeenteraadsverkiezingen van 2006 kwam de VVD niet meer terug in het college van Vlaardingen waarna hij met succes solliciteerde naar de functie van burgemeester van Harlingen. Eerder gaf hij te kennen op 1 juli 2012 af te treden, maar in januari 2012 maakte hij bekend al op 1 februari 2012 te stoppen, omdat 'de batterij leeg is'. 